# تاتیانا آمانژول
تاتیانا آمانژول باکاتیوک (به انگلیسی: Tatyana Amanzhol-Bakatyuk؛ زادهٔ ۱۷ اکتبر ۱۹۸۵) کشتی‌گیر زن اهل کشور قزاقستان است. وی سابقه حضور در المپیک ۲۰۲۰ توکیو را دارد.